# Theologische Fakultät Halle

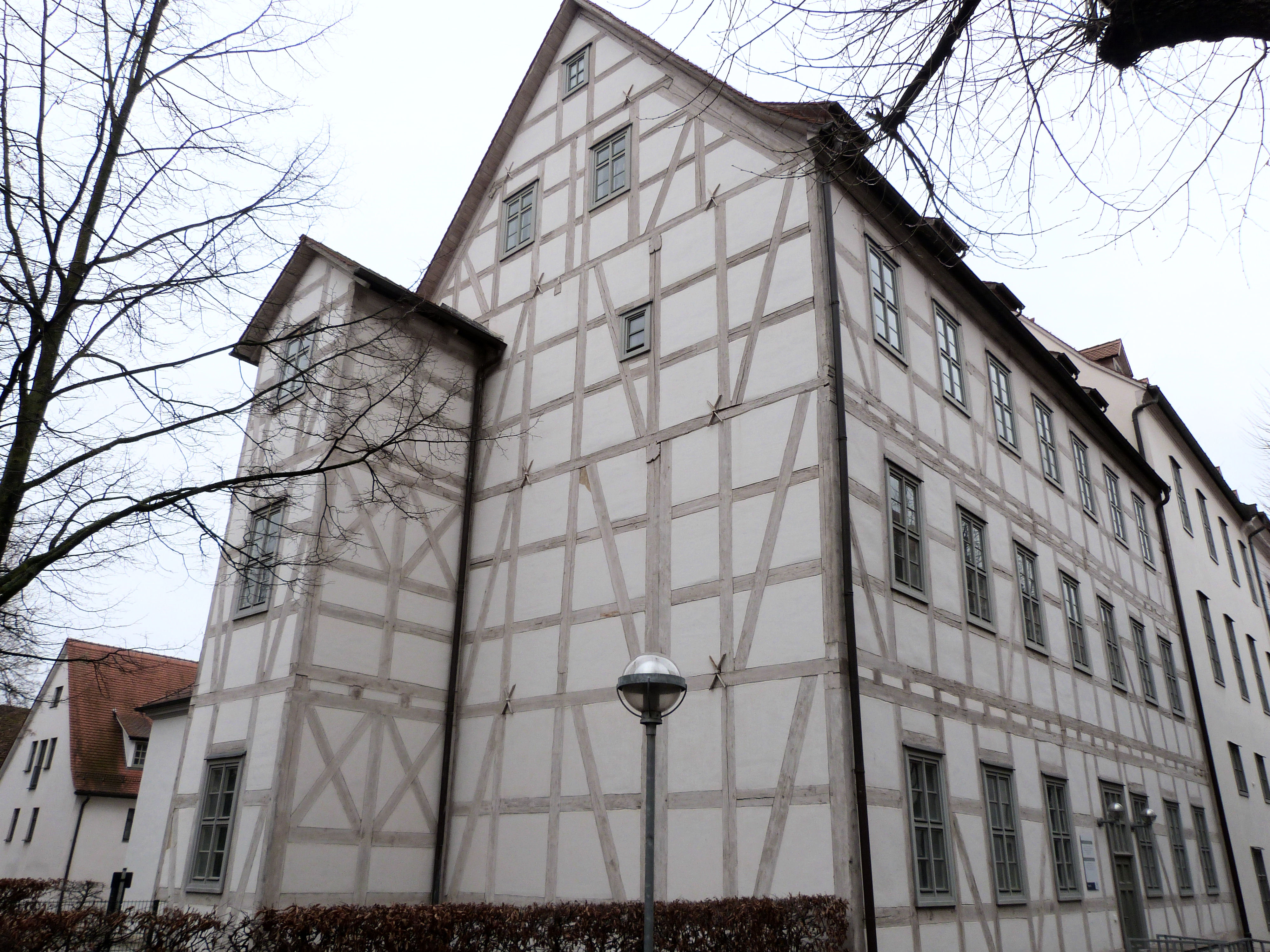
Sitz der bibelwissenschaftlichen Seminare der Theologischen Fakultät Halle (Haus 25 der Franckeschen Stiftungen, ehemaliges Mägdeleinhaus)

Die Theologische Fakultät Halle, Teil der Martin-Luther-Universität Halle-Wittenberg, ist vor allem für ihre Bibelwissenschaft international bekannt. Sie steht in der historischen Nachfolge der Theologischen Fakultät der Universität Wittenberg, der Heimstatt der lutherischen Reformation, und der Theologischen Fakultät der Friedrichs-Universität Halle, der Heimstatt des Hallischen Pietismus. Reformation und Pietismus wurzelten jeweils in einer Neuentdeckung der Bibel und haben die neuzeitliche mitteleuropäische Geschichte und Geistesgeschichte in besonderer Weise geprägt.

## Geschichte

### Theologische Fakultät Wittenberg (1502–1814)

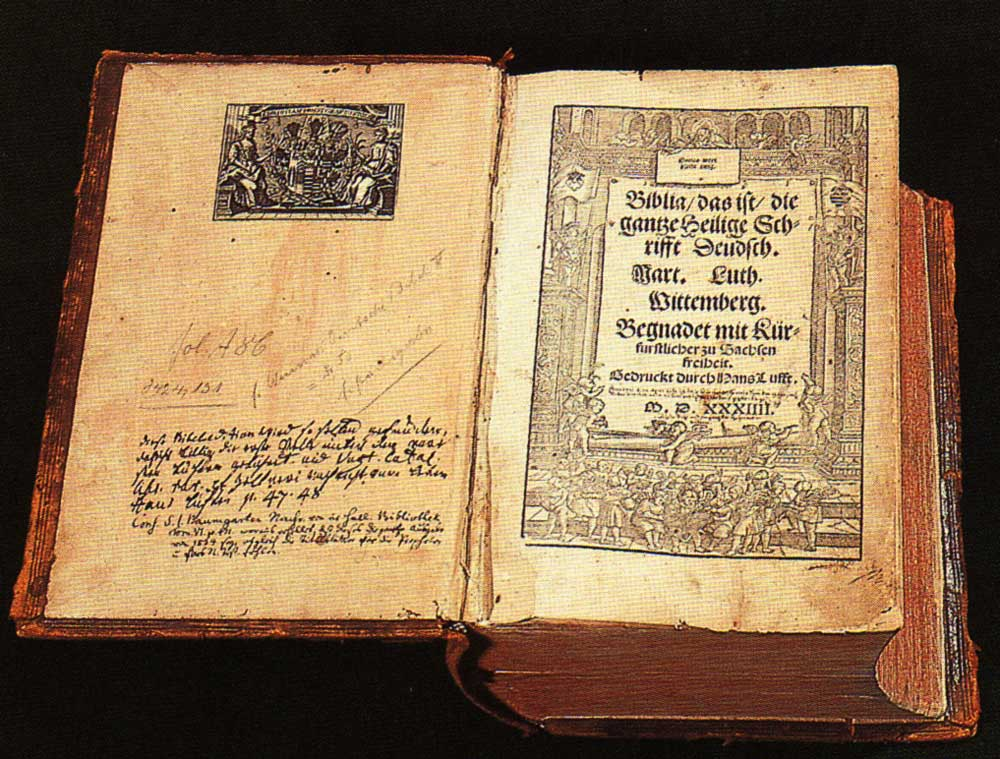
Der erste Druck der vollständigen Lutherbibel, Wittenberg 1534

Die 1502 gegründete Theologische Fakultät Wittenberg, an der Martin Luther 32 Jahre lang biblische Exegese (überwiegend Altes Testament) lehrte, war die erste evangelische theologische Fakultät überhaupt und entwickelte als solche schnell europaweite Ausstrahlung. Während die Wittenberger Theologie später von der lutherischen Orthodoxie geprägt war, spielte die Wittenberger Hebraistik dauerhaft eine herausragende Rolle.

### Theologische Fakultät der Friedrichs-Universität Halle (1694–1817)
Die Theologische Fakultät der 1694 gegründeten Friedrichs-Universität Halle, an der August Hermann Francke, zuvor Hebraist an der Universität Leipzig, seit 1698 Schriftauslegung lehrte, wurde zum Zentrum des Pietismus. Mit den 1698 gegründeten Franckeschen Stiftungen gab es eine enge Kooperation und personelle Überschneidungen. Internationale Bedeutung hatte vor allem das Collegium Orientale Theologicum, das mit berühmten Gelehrten wie Johann Heinrich Callenberg, Johann Heinrich Michaelis und Siegmund Jakob Baumgarten zu einem wichtigen Zentrum der Orientalistik, mit einem besonderen Schwerpunkt auf den semitischen Sprachen, wurde. Kritisch zur pietistischen Grundströmung der Fakultät positionierte sich Johann Salomo Semler, der mit seiner Schrift Abhandlung von freier Untersuchung des Canon (4 Bände, 1771–1775) den Grundstein für die historisch-kritische Bibelwissenschaft legte.

### Theologische Fakultät der Universität Halle-Wittenberg (seit 1817)

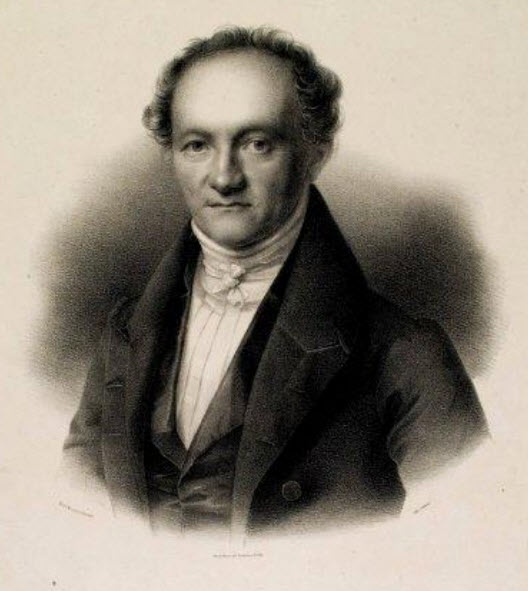
Wilhelm Gesenius, Professor der Theologischen Fakultät Halle von 1810 bis 1842

#### 19. Jahrhundert
Überragende Gestalt der Theologischen Fakultät in der 1817 vereinigten Friedrichsuniversität Halle–Wittenberg war, mit bis zu 1000 Hörern, Wilhelm Gesenius, Alttestamentler, Hebraist und Orientalist. Sein Name ist durch seine Hebräische Grammatik, vor allem aber durch sein Hebräisches und Aramäisches Handwörterbuch über das Alte Testament, den „Gesenius“, bis heute ein Begriff. Ihm folgte Hermann Hupfeld, der Begründer der bis heute einflussreichen Neueren Urkundenhypothese zum Pentateuch. Zunehmend prägten dann auch Erweckungs- und Vermittlungstheologen wie August Tholuck, Julius Müller oder Martin Kähler viele Studenten der Fakultät, die bis in die Zeit des Kaiserreiches hinein durchgängig die größte in Preußen blieb. Bis heute von Bedeutung sind die bibelwissenschaftlichen und hebraistischen Arbeiten von Emil Kautzsch, der 1898–1899 auch Rektor der Universität war.

#### 20. Jahrhundert
Bedeutende Theologen im 20. Jahrhundert waren Hermann Gunkel, maßgebender Vertreter der religionsgeschichtlichen Schule und Begründer der form- und gattungsgeschichtlichen Methode, und Otto Eißfeldt, einer der bedeutendsten Alttestamentler seiner Zeit und 1929–1930 sowie 1945–1948 auch Rektor der Universität.
Ein unrühmliches Kapitel der Fakultätsgeschichte stellten die Auseinandersetzungen um Günther Dehn dar, dessen Berufung als Professor für Praktische Theologie im Jahr 1931 Proteste der bereits damals mehrheitlich national gesinnten Studenten und Professoren hervorrief, in deren Folge er 1932 beurlaubt und 1933 aus dem Staatsdienst entlassen wurde. Dem jüdischen Hebräisch-Dozenten Mojzis Woskin-Nahartabi wurde 1934 die Lehrtätigkeit untersagt, er emigrierte in die Tschechoslowakei und wurde 1944 im KZ Auschwitz ermordet.
Die Geschichte der Fakultät in der DDR war einerseits von Repression und Gängelung, andererseits von Anpassung und Selbstbehauptung geprägt. So wurde im Zuge der Zerschlagung des Spirituskreises 1958 mit Kurt Aland der weltweit führende Textkritiker des Neues Testaments (siehe Novum Testamentum Graece) fristlos entlassen. Im Zuge der DDR-Hochschulreform wurde die Fakultät 1971 in eine „Sektion Theologie“ umgewandelt. Gleichzeitig wurde staatlicherseits in die Fächerstruktur eingegriffen: Das Fach Ökumenik wurde als obligatorisches und Prüfungsfach eingeführt, und die obligatorischen Lehrveranstaltungen in Marxismus-Leninismus wurden stärker gewichtet.
Ende 1989 wurde die Theologische Fakultät im Zuge der Friedlichen Revolution wieder errichtet. Mit der Wiedereinführung des staatlichen Religionsunterrichts durch Inkrafttreten des Grundgesetzes im Land Sachsen-Anhalt übernahm die Fakultät zusätzlich zur Pfarramtsausbildung auch die Lehramtsausbildung für evangelische Religionslehrer in diesem Bundesland. Erster Professor für Religionspädagogik wurde 1992 Christian Grethlein. In den 1990er Jahren konnten auch die während der DDR zugunsten der Kirchengeschichte und der Ökumenik dezimierten bibelwissenschaftlichen Fächer Altes Testament (mit Ernst-Joachim Waschke und Arndt Meinhold) und Neues Testament (mit Udo Schnelle und Hermann von Lips) sowie die Systematische Theologie (durch Neuberufung von Aleksander Radler neben Michael Beintker) jeweils wieder doppelt besetzt werden, so dass die Theologische Fakultät nun wieder voll ausgestattet war.

#### 21. Jahrhundert
Gegenwärtig wird die große bibelwissenschaftliche und hebraistische Tradition unter anderem durch die in Halle entstehende kritische Ausgabe des Samaritanischen Pentateuchs, durch die seit 2011 bestehende Wilhelm-Gesenius-Gastprofessur sowie das seit 2018 bestehende Woskin-Nahartabi-Stipendium weitergeführt.

## Bedeutende ehemalige Professoren

### Wittenberg (seit 1502)
- Johann von Staupitz (1465–1524)
- Martin Luther (1483–1546)
- Nikolaus von Amsdorf (1483–1565)
- Andreas Bodenstein (1486–1541)
- Leonhard Hutter (1563–1616)
- Abraham Calov (1612–1686)
- Johann Andreas Quenstedt (1617–1688)

### Halle (seit 1694)
- August Hermann Francke (1663–1727)
- Johann Heinrich Michaelis (1668–1738)
- Christian Benedikt Michaelis (1680–1764)
- Johann Heinrich Callenberg (1694–1760)
- Siegmund Jakob Baumgarten (1706–1757)
- Johann Salomo Semler (1725–1791)
- Friedrich Schleiermacher (1768–1834)
- Julius August Ludwig Wegscheider (1771–1849)
- Wilhelm Gesenius (1786–1842)

### Halle-Wittenberg (seit 1817)
- Wilhelm Gesenius (1786–1842)
- Johann Karl Thilo (1794–1853)
- Hermann Hupfeld (1796–1866)
- August Tholuck (1799–1877)
- Julius Müller (1801–1878)
- Willibald Beyschlag (1823–1900)
- Martin Kähler (1835–1912)
- Emil Kautzsch (1841–1910)
- Friedrich Loofs (1858–1928)
- Hermann Gunkel (1862–1932)
- Wilhelm Lütgert (1867–1938)
- Erich Klostermann (1870–1963)
- Otto Eißfeldt (1887–1973)
- Kurt Aland (1915–1994)
- Hermann Goltz (1946–2010)

## Gegenwart

### Gebäude

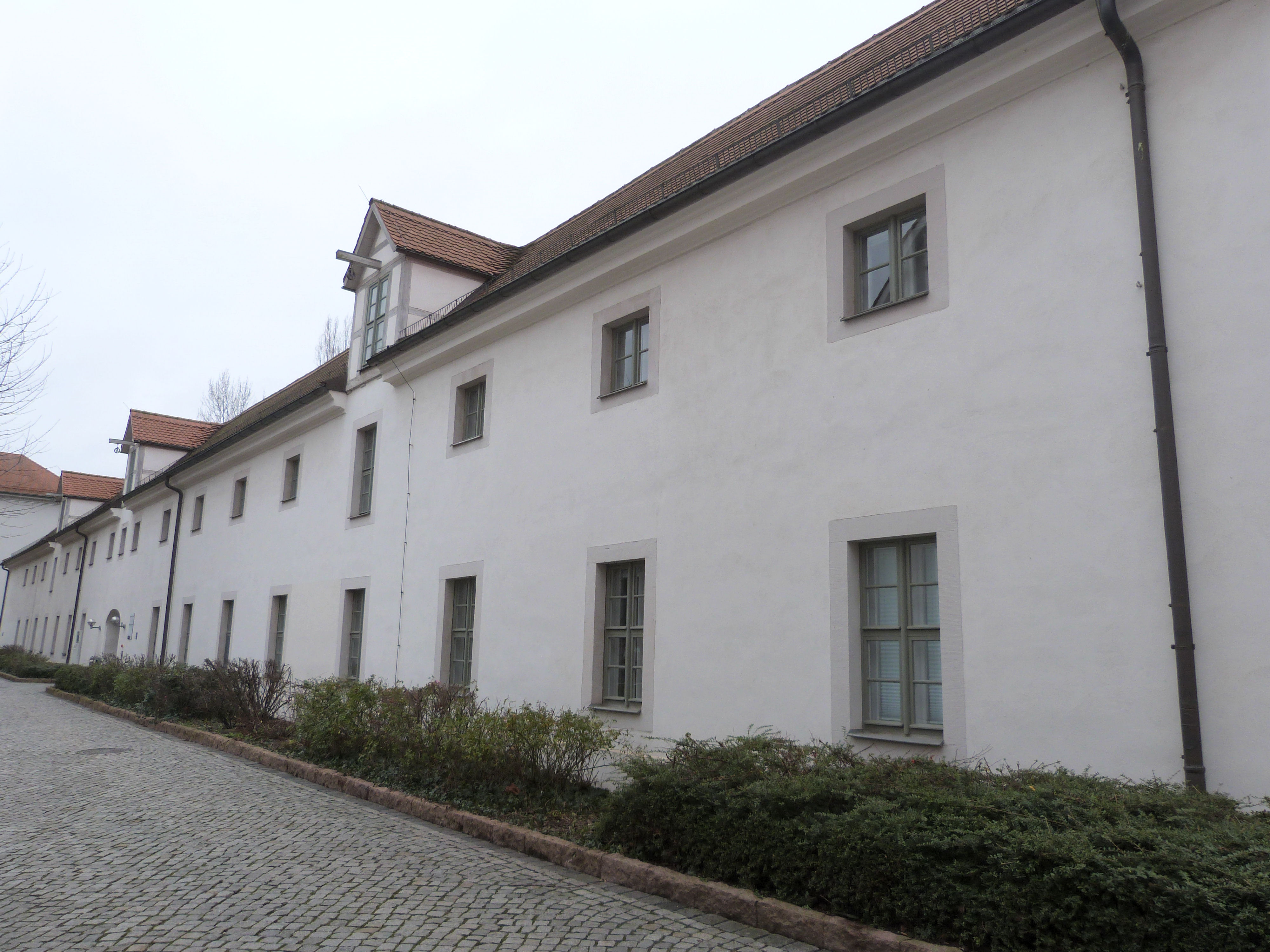
Hauptgebäude der Theologischen Fakultät Halle (Haus 30 der Franckeschen Stiftungen, ehemaliges Niederlagegebäude)

Seit 1999 befindet sich die Theologische Fakultät im neuen Campus in den Franckeschen Stiftungen. Als Hauptgebäude der Fakultät, mit einem Foyer, Hörsälen, Seminarräumen und Büros, dient ein ehemaliges Lagerhaus, das für diesen Zweck völlig umgebaut und um einen Hörsaaltrakt erweitert wurde (Haus 30). Hier befindet sich auch das Dekanat. Weitere Seminarräume, die Bibliothek des Corpus Hellenisticum, die Eißfeldt-Bibliothek sowie die Büros des Bereichs Bibelwissenschaften befinden sich im ehemaligen „Mägdeleinhaus“ (Haus 25), die Büros der systematischen Theologie im ehemaligen „englischen Haus“ (Haus 26). Die Fakultätsbibliothek befindet sich in Haus 31, zusammen mit der Bibliothek der Erziehungswissenschaften und der Judaistik, als gemeinsame Zweigbibliothek der Universitäts- und Landesbibliothek Sachsen-Anhalt, in einem Gebäude, das 1952–1953 für die Arbeiter-und-Bauern-Fakultät errichtet worden ist und in dem bis 1990 das Institut zur Vorbereitung auf das Auslandsstudium und von 1991 bis 1997 das Elisabeth-Gymnasium untergebracht war. Es ist für die Nutzung als Bibliothek um einen Anbau erweitert worden.
Eine Besonderheit der Theologischen Fakultät Halle ist die Vielfalt des studentischen Lebens in mehreren Konvikten: Das Evangelische Konvikt befindet sich im selben Campus, daneben existieren das Schlesische Konvikt und das Reformierte Convict (RC).

### Lehrangebot
Gelehrt werden die fünf klassischen Fächer Altes Testament, Neues Testament, Kirchengeschichte, Systematische Theologie und Praktische Theologie. Außerdem gibt es, in der Tradition der Missionswissenschaft, eine Professur für Religionswissenschaft/Interkulturelle Theologie sowie den an der juristischen Fakultät angesiedelten, aber durch Kooptation mit der Theologischen Fakultät verbundenen Lehrstuhl für Staatskirchen- und Kirchenrecht. Die biblischen Sprachen Hebräisch, Aramäisch und Griechisch sowie Latein werden ebenfalls regelmäßig angeboten.
Es gibt neben dem grundständigen Diplomstudiengang evangelische Theologie, mit dem Berufsziel Pfarramt, Lehramtsstudiengänge evangelische Religion für Grund-, Sekundarschule und Gymnasium, sowie Bachelor- und Masterstudiengänge, die jeweils frei mit anderen Fächern kombiniert werden können.

### Professoren (Stand Januar 2023)
- Altes Testament: Frank Ueberschaer
- Bibelwissenschaften: Stefan Schorch
- Neues Testament: Annette Weissenrieder, Manfred Lang, Michael Labahn
- Kirchengeschichte: Jörg Ulrich, Friedemann Stengel, Stanislau Paulau
- Systematische Theologie: Dirk Evers, Jörg Dierken, Christian Senkel
- Praktische Theologie: Anne Steinmeier, Michael Domsgen
- Religionswissenschaft / Interkulturelle Theologie: Daniel Cyranka, Martin Illert
- Kirchenrecht: Michael Germann